# Marne (departement)
Marne je departement v severovýchodní Francii, v regionu Grand Est, pojmenovaný podle řeky Marne, která jím protéká. Největším a nejznámějším městem je Remeš, sídlem departementu je Châlons-en-Champagne.

## Historie
Departement Marne vznikl – stejně jako většina ostatních – za francouzské revoluce, roku 1790, a to z části historické oblasti Champagne. Protože platila zásada, že každý se má dostat do hlavního města a zpátky během dvou dnů (na koni), byla historická Champagne rozdělena na čtyři departementy: Ardennes, Marne, Aube a Haute-Marne.

### Římská doba
Staří Římané nazývali oblast obývanou keltskými (galskými) kmeny Rémů a Katalaunů Belgica secunda. Gaius Julius Caesar v Zápiscích o válce galské říká, že Belgové jsou z Galů nejsilnější a Strabon dodává, že Rémové mají z nich nejlepší pověst. Oba kmeny se staly spojenci Římanů a není známo, že by se byli někdy bouřili. V oblasti se stavěly římské chrámy Jupiterovi, Martovi a Apollónovi a od 3. století se zde objevuje křesťanství. Zdá se, že i okolní kmeny tuto oblast respektovaly jako oblast míru a když v polovině 5. století Attila ohrožoval Remeš, pomohly jejím obráncům.

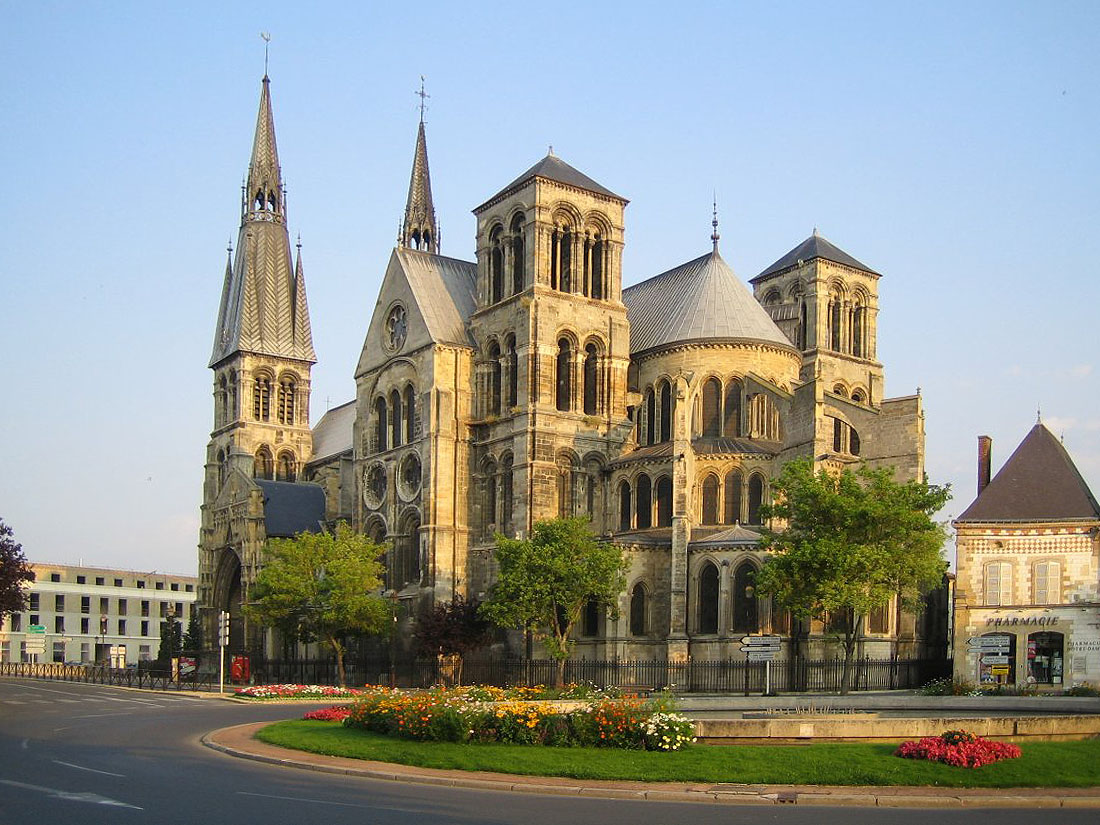
Chalons, Notre Dame de Vaux

## Středověk
Římské panství vystřídalo království Chlodvíka I. (Clovis), pokřtěného kolem roku 496 v blízké Remeši. Za Karla Velikého byla Champagne částí Neustrie, skutečné panství zde však vykonávali biskupové v Remeši a biskup v Chalons dokonce razil mince. Sňatkem poslední dědičky hraběte z Champagne s Filipem IV. 1284 připadla Champagne francouzské koruně.

## Světové války
Před první světovou válkou byla na Marne vybudována druhá linie opevnění, na níž se pak odehrávaly zdlouhavé a nesmírně těžké boje. Po válce byla velká část území tak zničena a plná munice, že musela být zalesněna.

## Geografie
Departement Marne sousedí na severu s departementem Ardennes, na východě s Meuse, na jihu s Haute-Marne, a Aube, na západě se Seine-et-Marne a s Aisne. Rozlohou 8 180 km2 patří mezi nejrozsáhlejší, největší délka je 117 km. Pahorkatiny dosahují nadmořské výšky asi 280 m. Departementem protékají řeky Aube, Marne a Aisne, v jižní části, tzv. „vlhké Champagni“, je mnoho rybníků a lesů.
Departementem procházejí dálnice A4, A5, A26, A31 a A34, dvě vysokorychlostní železnice (TGV) a jsou zde dvě jaderné elektrárny, Chooz a Nogent. Oblast je užívána i jako rekreační a 3,5 % bytů tomu v roce 1999 sloužilo, v některých obcích až polovina.

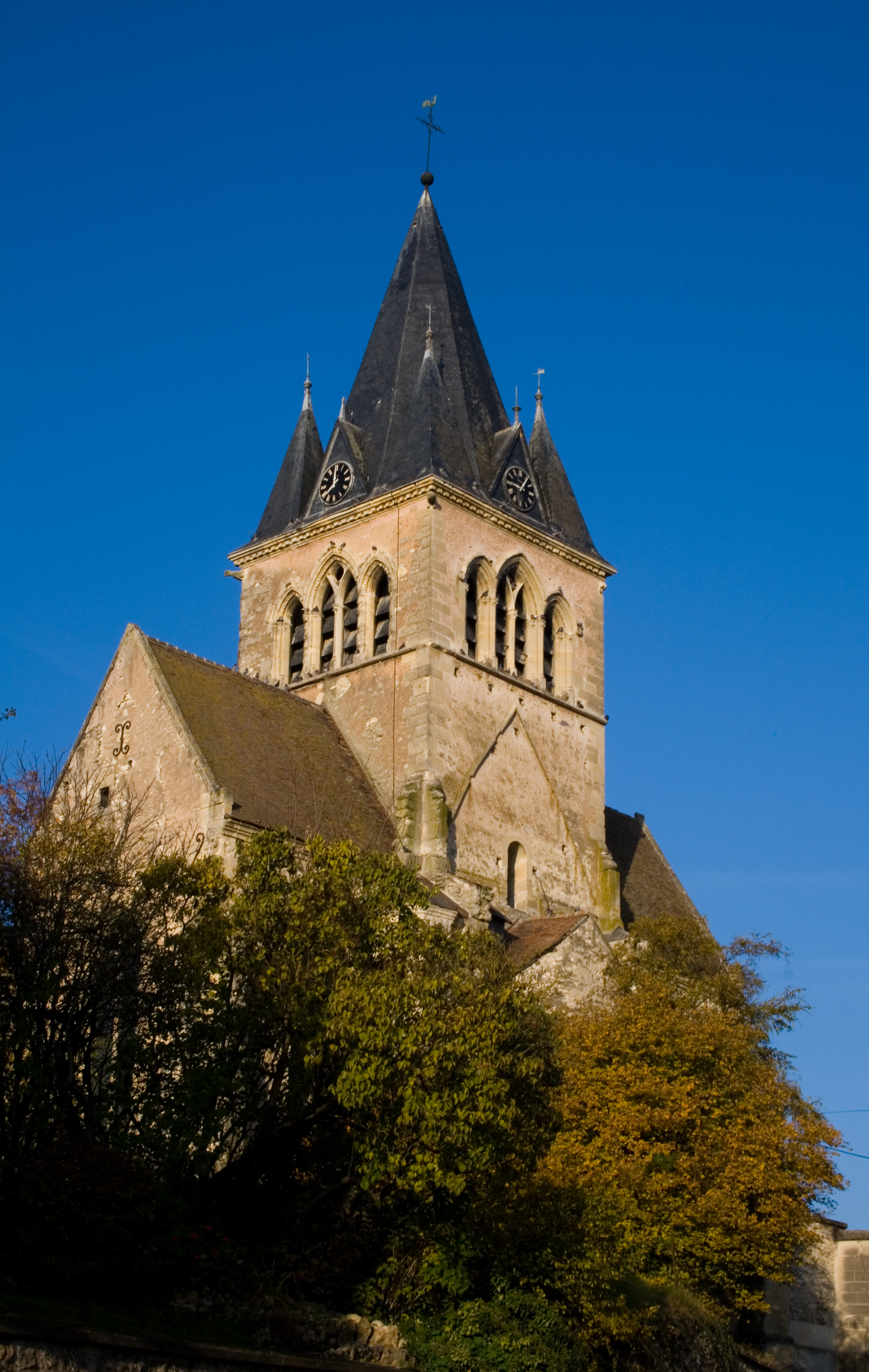
Kostel ve Ville-Domange (Marne)

## Nejvýznamnější města
- Remeš 184 400 obyvatel
- Châlons-en-Champagne 45 829
- Épernay 26 000
- Vitry-le-François 16 700
- Tinqueux 10 100

V Marne leží i obec Valmy, kde se roku 1792 odehrála slavná bitva u Valmy, po níž byla vyhlášena republika.